# Ivanovska oblast
Ivanovska oblast (ruski: Ива́новская о́бласть) je federalni subjekt Ruske Federacije u svojstvu oblasti.
Ivanovska oblast je dom triju velikih gradskih središta: Ivanovo (upravno središte), Kinešma i Šuja. 
Glavno turističko središte je Pljos. Rijeka Volga teče kroz sjeverne dijele ove oblasti.
Ivanovska oblast je uspostavljena 1929. komadanjem dijelova Kostromske i Vladimirske oblasti.
Površina: 21.800 km²

## Zemljopisni položaj
Ivanovska oblast međi s Kostromskom oblasti na sjeveru, Nižnjenovgorodskom oblasti na istoku, Vladimirskom oblasti na jugu i s Jaroslavljskom oblasti na zapadu.

## Stanovništvo
Broj stanovnika: 1.148.329 (sveruski popis stanovništva 2002.).

## Vanjska poveznica
- Službene stranice.